# Liechtenstein a 2006. évi téli olimpiai játékokon
Liechtenstein  az olaszországi Torinóban megrendezett 2006. évi téli olimpiai játékok egyik részt vevő nemzete volt. Az országot az olimpián 2 sportágban 5 sportoló képviselte, akik érmet nem szereztek.

## Alpesisí
Férfi
| Versenyző        | Versenyszám            | 1. futam      | 1. futam      | 2. futam | 2. futam | Összesítés    | Összesítés    |
| Versenyző        | Versenyszám            | Idő           | Hely.         | Idő      | Hely.    | Idő           | Helyezés      |
| ---------------- | ---------------------- | ------------- | ------------- | -------- | -------- | ------------- | ------------- |
| Marco Büchel     | Lesiklás               |               |               |          |          | 1:50,04       | 7.            |
| Marco Büchel     | Óriás-műlesiklás       | nem ért célba | nem ért célba | kiesett  | kiesett  | kiesett       | kiesett       |
| Marco Büchel     | Szuperóriás-műlesiklás |               |               |          |          | 1:31,22       | 6.            |
| Claudio Sprecher | Lesiklás               |               |               |          |          | 1:53,34       | 35.           |
| Claudio Sprecher | Óriás-műlesiklás       | nem ért célba | nem ért célba | kiesett  | kiesett  | kiesett       | kiesett       |
| Claudio Sprecher | Szuperóriás-műlesiklás |               |               |          |          | nem ért célba | nem ért célba |

| Versenyző        | Versenyszám | Lesiklás | Lesiklás | Műlesiklás | Műlesiklás | Műlesiklás | Műlesiklás | Műlesiklás | Műlesiklás | Összesítés | Összesítés |
| Versenyző        | Versenyszám | Lesiklás | Lesiklás | 1. futam   | 1. futam   | 2. futam   | 2. futam   | Össz.      | Össz.      | Összesítés | Összesítés |
| Versenyző        | Versenyszám | Idő      | Hely.    | Idő        | Hely.      | Idő        | Hely.      | Idő        | Hely.      | Idő        | Helyezés   |
| ---------------- | ----------- | -------- | -------- | ---------- | ---------- | ---------- | ---------- | ---------- | ---------- | ---------- | ---------- |
| Claudio Sprecher | Összetett   | 1:41,01  | 21.      | 51,77      | 37.        | 51,30      | 31.        | 1:43,07    | 32.        | 3:24,08    | 32.        |

Női
| Versenyző      | Versenyszám            | 1. futam | 1. futam | 2. futam | 2. futam | Összesítés    | Összesítés    |
| Versenyző      | Versenyszám            | Idő      | Hely.    | Idő      | Hely.    | Idő           | Helyezés      |
| -------------- | ---------------------- | -------- | -------- | -------- | -------- | ------------- | ------------- |
| Jessica Walter | Műlesiklás             | 45,37    | 31.      | 49,73    | 32.      | 1:35,10       | 32.           |
| Tina Weirather | Lesiklás               |          |          |          |          | nem ért célba | nem ért célba |
| Tina Weirather | Szuperóriás-műlesiklás |          |          |          |          | 1:35,34       | 33.           |

## Sífutás
Férfi
| Versenyző     | Versenyszám | Eredmény  | Helyezés |
| ------------- | ----------- | --------- | -------- |
| Markus Hasler | 30 km       | 1:17:10,9 | 11.      |
| Markus Hasler | 50 km       | 2:08:29,0 | 39.      |